# Oskar Kylin Blom
Nils Oskar Kylin Blom, född 4 oktober 1992, är en svensk travkusk, travtränare och före detta hästskötare. Han är proffstränare vid Gävletravet och har sin verksamhet i Gundbo, Hedesunda. Han var under en tid sambo med travtränaren och kusken Emilia Leo.
Kylin Bloms stall har 2019 ett 50-tal hästar i träning. Han har tränat hästar som Antonio Tabac, Claes Boko och Calamara's Girl.

## Karriär
Kylin Blom drog igång sin tränarrörelse 2016 och blev proffstränare den 1 januari 2018. Han har sin verksamhet på en gård i Hedesunda utanför Gävle. Före tränarkarriären arbetade han som hästskötare och lärling hos tränarna Mattias Djuse, Fredrik B. Larsson och Claes Sjöström. Han tog sin första V75-seger den 6 juli 2013 på Halmstadtravet, då han segrade i finalen av Wången Cup tillsammans med hästen Lady Lee. Ekipaget var spelat till 105 gånger pengarna. Under 2013 segrade han även i det prestigefyllda lärlingsloppet Travrondens Guldklocka 2013. Han mottog Stig H-stipendiet 2014 och blev samma år även medlem i Stig H-akademien för unga travtalanger.
Kylin Blom tog sin hittills största seger i september 2018 då han segrade i Silverdivisionens final med den egentränade hästen Antonio Tabac. I oktober 2018 segrade de även i ett försök av Gulddivisionen (Express Gaxes Lopp) på Örebrotravet, i vad som var en debut i den högsta klassen för både häst och tränare. Ekipaget tog ytterligare en stor seger den 11 november 2018 i Grote Prijs der Giganten på Victoria Park Wolvega i Nederländerna. Detta var karriärens första grupploppsseger för både häst och tränare.
Inför säsongen 2019 fick han in den tidigare E3-vinnaren Calamara's Girl i träning.

## Segrar i större lopp
| År   | Lopp                          | Häst          | Kusk             | Tränare          | Lopptyp |
| ---- | ----------------------------- | ------------- | ---------------- | ---------------- | ------- |
| 2013 | Wången Cup                    | Lady Lee      | Oskar Kylin Blom | Kerstin Hell     | -       |
| 2013 | Travrondens Guldklocka        | Prada Secret  | Oskar Kylin Blom | Stefan Persson   | -       |
| 2018 | High Coast Midnight Race      | Antonio Tabac | Oskar Kylin Blom | Oskar Kylin Blom | -       |
| 2018 | Silverdivisionens final, sept | Antonio Tabac | Oskar Kylin Blom | Oskar Kylin Blom | -       |
| 2018 | Grote Prijs der Giganten      | Antonio Tabac | Oskar Kylin Blom | Oskar Kylin Blom | Grupp 2 |